# قرار مجلس الأمن التابع للأمم المتحدة رقم 1132
قرار مجلس الأمن التابع للأمم المتحدة رقم 1132، المعتمد في 8 تشرين الأول / أكتوبر 1997، بعد الإعراب عن القلق إزاء الحالة في سيراليون، فرض المجلس، بموجب الفصل السابع من ميثاق الأمم المتحدة، حظراً على النفط والأسلحة على البلد.

## خلفية
سيطرت سلسلة من الحكومات العسكرية على السلطة في سيراليون، واندلع العنف في البلاد وعلى الحدود مع ليبيريا. أنشأت الجبهة الثورية المتحدة حكومة عسكرية، ولكن بسبب الضغط الدولي والمطالب الشعبية عقدت انتخابات في عام 1996، ووافقت على تسليم السلطة إلى حكومة مدنية. فاز أحمد تيجان كبه في الانتخابات، وتم توقيع اتفاق أبيدجان للسلام مع الجبهة الثورية المتحدة وحزب شعب سيراليون. انهار الاتفاق فيما بعد، وأطيح بالحكومة المدنية واستعيض عنها بمجلس عسكري. تمت إزالته لاحقًا من قبل قوات مجموعة المراقبة التابعة للجماعة الاقتصادية لدول غرب إفريقيا وتمت استعادة الحكومة المدنية. بعد مزيد من العنف، انتهت الحرب الأهلية في عام 2002.

## القرار
وكان رئيس مجلس الأمن قد أدان في وقت سابق الانقلاب الذي وقع في سيراليون وفرضت الجماعة الاقتصادية لدول غرب أفريقيا عقوبات على المجلس العسكري. وأعيد التأكيد على اتفاق أبيدجان على أنه يوفر الأساس للسلام والأمن والمصالحة. وأعرب المجلس عن أسفه لرفض المجلس العسكري اتخاذ خطوات لإعادة الحكومة المنتخبة ديمقراطياً، وأعرب عن قلقه بشأن مستوى العنف في البلاد.
وطالب مجلس الأمن، بموجب الفصل السابع، المجلس العسكري بالتخلي عن السلطة ووقف جميع الهجمات وأعمال العنف في البلاد، حتى يمكن إيصال المساعدات الإنسانية إلى السكان المدنيين. وفُرضت بعد ذلك عقوبات على الحكومة العسكرية في سيراليون، والتي تضمنت حظر سفر أعضاء المجلس العسكري وأسرهم المباشرة وحظرًا للنفط والأسلحة. وقد تم إنشاء لجنة لإدارة هذه العقوبات، واقتراح سبل تحسين فعاليتها وتقديم تقارير دورية إلى المجلس عن تنفيذ العقوبات. كما سمح، بموجب الفصل الثامن من ميثاق الأمم المتحدة، للجماعة الاقتصادية لدول غرب أفريقيا والحكومة الشرعية في سيراليون بالتعاون في تنفيذ القرار الحالي.
ثم تقرر بعد ذلك أنه إذا لم يتم إنهاء التدابير في غضون 180 يومًا، فسيتم إجراء استعراض شامل، بما في ذلك ما إذا كان المجلس العسكري قد امتثل للقرار الحالي. طُلب من الأمين العام كوفي عنان تقديم تقرير في غضون 15 يومًا من اعتماد القرار الحالي الذي يوضح بالتفصيل الوضع الإنساني في سيراليون وامتثال المجلس العسكري، وبعد ذلك كل 60 يومًا.

## روابط خارجية
- نص القرار في undocs.org
- Security Council Committee established pursuant to resolution 1132 (1997) concerning Sierra Leone على موقع واي باك مشين (نسخة محفوظة May 11, 2015)